# ۳ نیمه شب
«۳ نیمه شب» تک‌آهنگی از هنرمند اهل ایالات متحده آمریکا امینم است که در سال ۲۰۰۹ میلادی منتشر شد. این تک‌آهنگ در آلبوم بازگشت (آلبوم) قرار داشت.